# Burton (Ohio)
Burton és una vila dels Estats Units a l'estat d'Ohio. Segons el cens del 2000 tenia 1.450 habitants.

## Demografia
Segons el cens del 2000, Burton tenia 1.450 habitants, 585 habitatges, i 373 famílies. La densitat de població era de 504,4 habitants/km².
Dels 585 habitatges en un 32,6% hi vivien nens de menys de 18 anys, en un 50,1% hi vivien parelles casades, en un 10,3% dones solteres, i en un 36,1% no eren unitats familiars. En el 32% dels habitatges hi vivien persones soles el 10,6% de les quals corresponia a persones de 65 anys o més que vivien soles. El nombre mitjà de persones vivint en cada habitatge era de 2,32 i el nombre mitjà de persones que vivien en cada família era de 2,94.
Per edats la població es repartia de la següent manera: un 23,3% tenia menys de 18 anys, un 7,9% entre 18 i 24, un 29,5% entre 25 i 44, un 21,7% de 45 a 60 i un 17,6% 65 anys o més.
L'edat mediana era de 38 anys. Per cada 100 dones de 18 o més anys hi havia 85,6 homes.
La renda mediana per habitatge era de 41.830 $ i la renda mediana per família de 51.250 $. Els homes tenien una renda mediana de 35.417 $ mentre que les dones 24.519 $. La renda per capita de la població era de 19.516 $. Aproximadament el 5,4% de les famílies i el 7,2% de la població estaven per davall del llindar de pobresa.

## Poblacions properes
El següent diagrama mostra les poblacions més properes.